# ایستگاه پاترسون (اسکای‌ترین)
ایستگاه پاترسون (انگلیسی: Patterson station) یک ایستگاه مرتفع در خط اکسپو (اسکای‌ترین) سیستم حمل و نقل سریع مترو ونکوور اسکای‌ترین (ونکوور) است. این ایستگاه در تقاطع بلوار مرکزی و خیابان پترسون در برنابی، بریتیش کلمبیا، کانادا واقع شده‌است. این غربی‌ترین ایستگاه اکسپو لاین در برنابی است.